# AOK Stadion
Das AOK Stadion ist ein Fußballstadion in Wolfsburg. Es wurde 2015 eröffnet und ersetzt das VfL-Stadion am Elsterweg als Heimspielstätte der Frauen- und Nachwuchsmannschaften des VfL Wolfsburg. Das AOK Stadion umfasst 1700 Sitzplätze und 3500 Stehplätze. Es befindet sich im Allerpark in unmittelbarer Nachbarschaft zur Volkswagen Arena und dem VfL-Center. Außerdem ist im Gebäude die VfL-Fußballwelt untergebracht.

## Geschichte
Im Juli 2012 wurde bekannt, dass die Wolfsburg AG für den VfL Wolfsburg ein neues Stadion im Allerpark errichten wird. Dieses sollte unter anderem der Frauenmannschaft des VfL Wolfsburg ein besseres Umfeld bieten. Sie war bisher im VfL-Stadion am Elsterweg zu Hause und gewann 2012/13 die deutsche Meisterschaft, den DFB-Pokal und die Champions League. Der Frauenfußball sollte durch den Neubau weiter gefördert werden. Als Standort für das AOK Stadion wählte man den Allerpark, wo sich auch die Volkswagen Arena befindet. Die Wolfsburg AG fungierte als Bauherr und Projektsteuerer und ist Eigentümerin des Stadions. Mit seiner Errichtung beauftragte man Strabag und Züblin. Der Spatenstich erfolgte am 30. Mai 2013 in Gegenwart von Vertretern des VfL und der Wolfsburg AG, dem VW-Betriebsratschef Bernd Osterloh sowie Oberbürgermeister Klaus Mohrs. Das Gesamtbudget für den Neubau von Stadion, VfL-Center und umliegender Anlagen betrug etwa 30 Millionen Euro.
Im März 2014 wurde bekannt, dass die Bauarbeiten nicht wie vorgesehen zur Saison 2014/15 abgeschlossen werden konnten, sondern erst zur Rückrunde im Jahr 2015. 2014 wurden die neuen Trainingsplätze der Fußballspieler und Torhüter fertiggestellt. Mitte des Jahres gab man bekannt, die AOK Niedersachsen werde Namensgeber des Stadions; die Krankenkasse sicherte sich die Rechte für fünf Jahre. Bis September 2014 beendete man größtenteils die Bauarbeiten am Stadion und legte anschließend die Außenflächen an.
Das AOK Stadion wurde am 23. Januar 2015 mit einem Freundschaftsspiel des VfL Wolfsburg gegen den Karlsruher SC eingeweiht. Einzelne Medien kritisierten, dass dort nicht zuerst die Frauenmannschaft spielte. Gleichzeitig nahm man das VfL-Center in Betrieb, wo sich Trainings-, Besprechungs-, Fitness- und Therapieräume der Profis sowie die Büros der Geschäftsführung des VfL Wolfsburg befinden. Im Stadion ist seit Anfang 2015 auch die VfL-Fußballwelt beheimatet, um eine interaktive Ausstellung über den Verein. Mit der Überdachung der drei Stehplatz-Tribünen waren die Bauarbeiten am Stadion abgeschlossen.
Nachdem das AOK Stadion zunächst nur die Heimstätte der Frauenmannschaft sowie der U23 war, trägt dort seit Beginn der Saison 2016/17 auch die U19 des VfL ihre Heimspiele, vor allem in der A-Junioren-Bundesliga Nord/Nordost, aus.

## Galerie

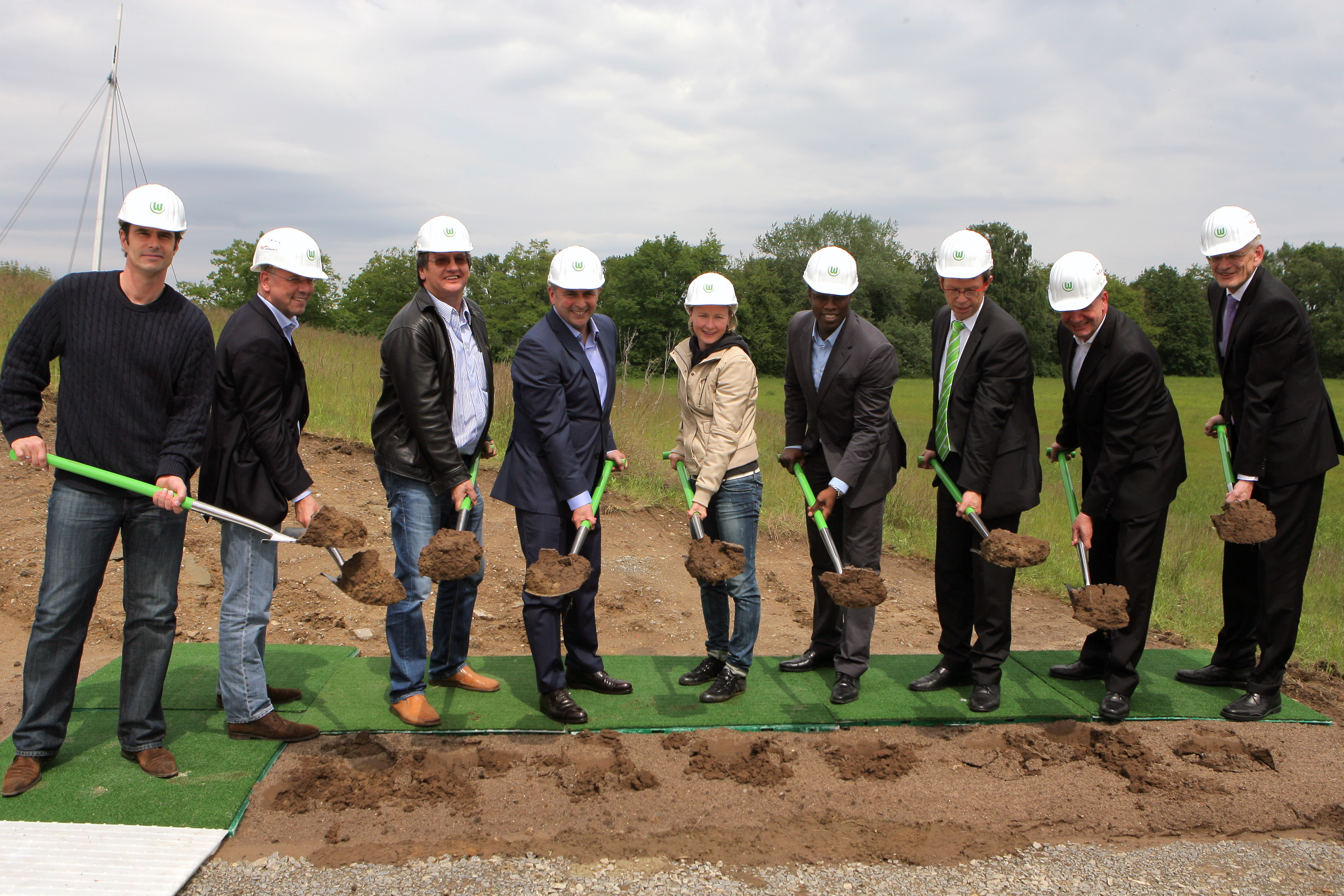
Spatenstich für das Stadion (2013)
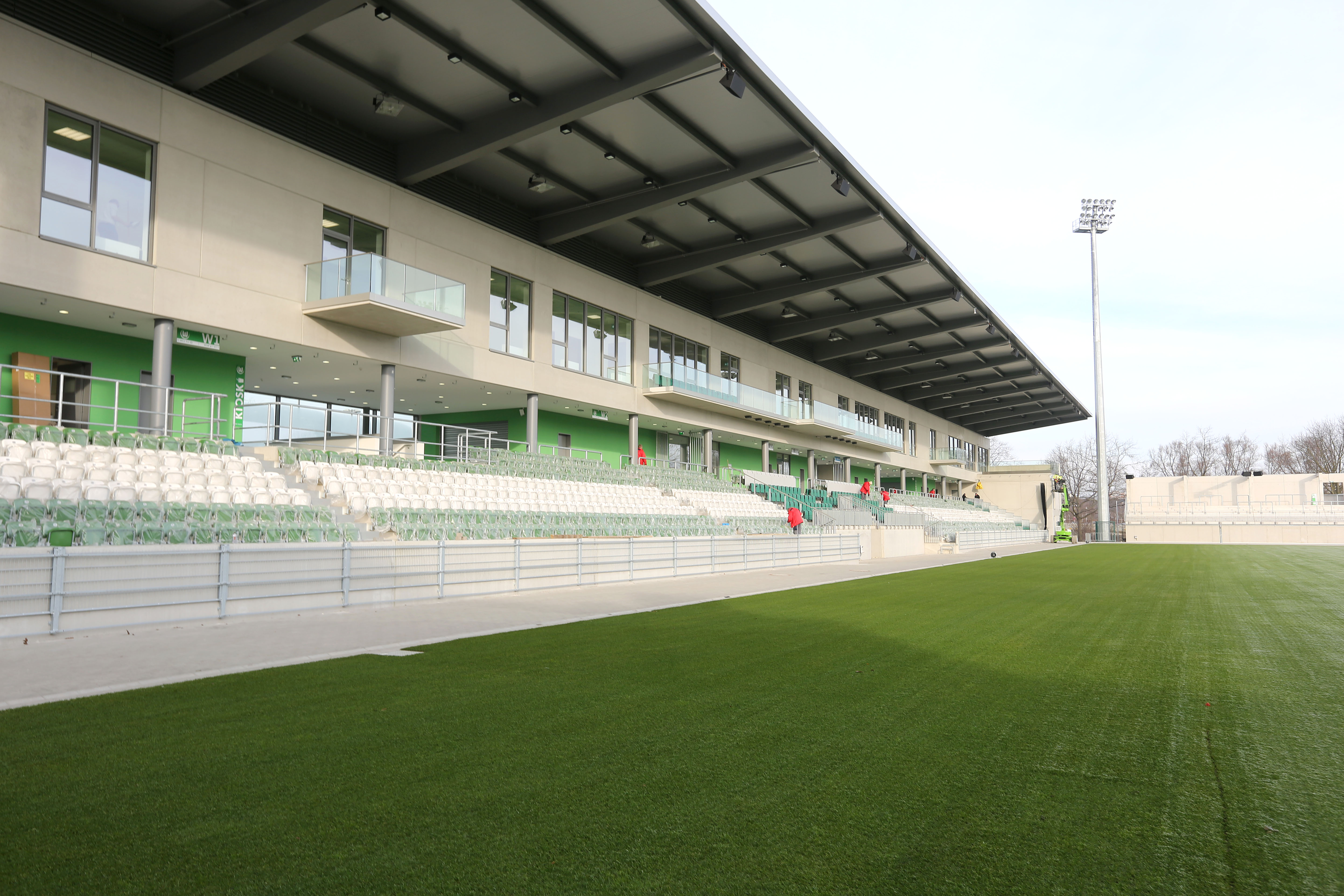
Haupttribüne der Stadionanlage
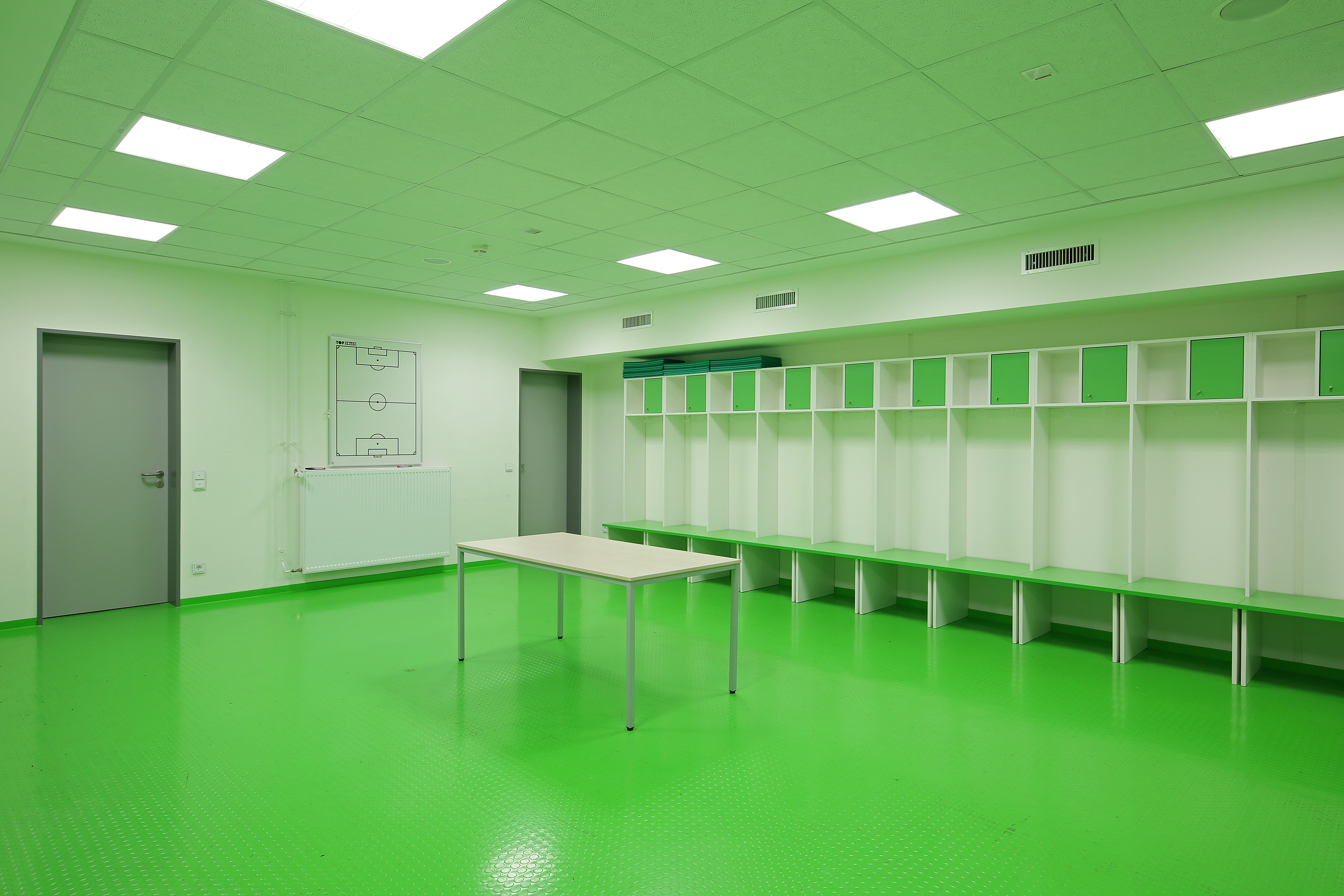
Kabine im AOK Stadion
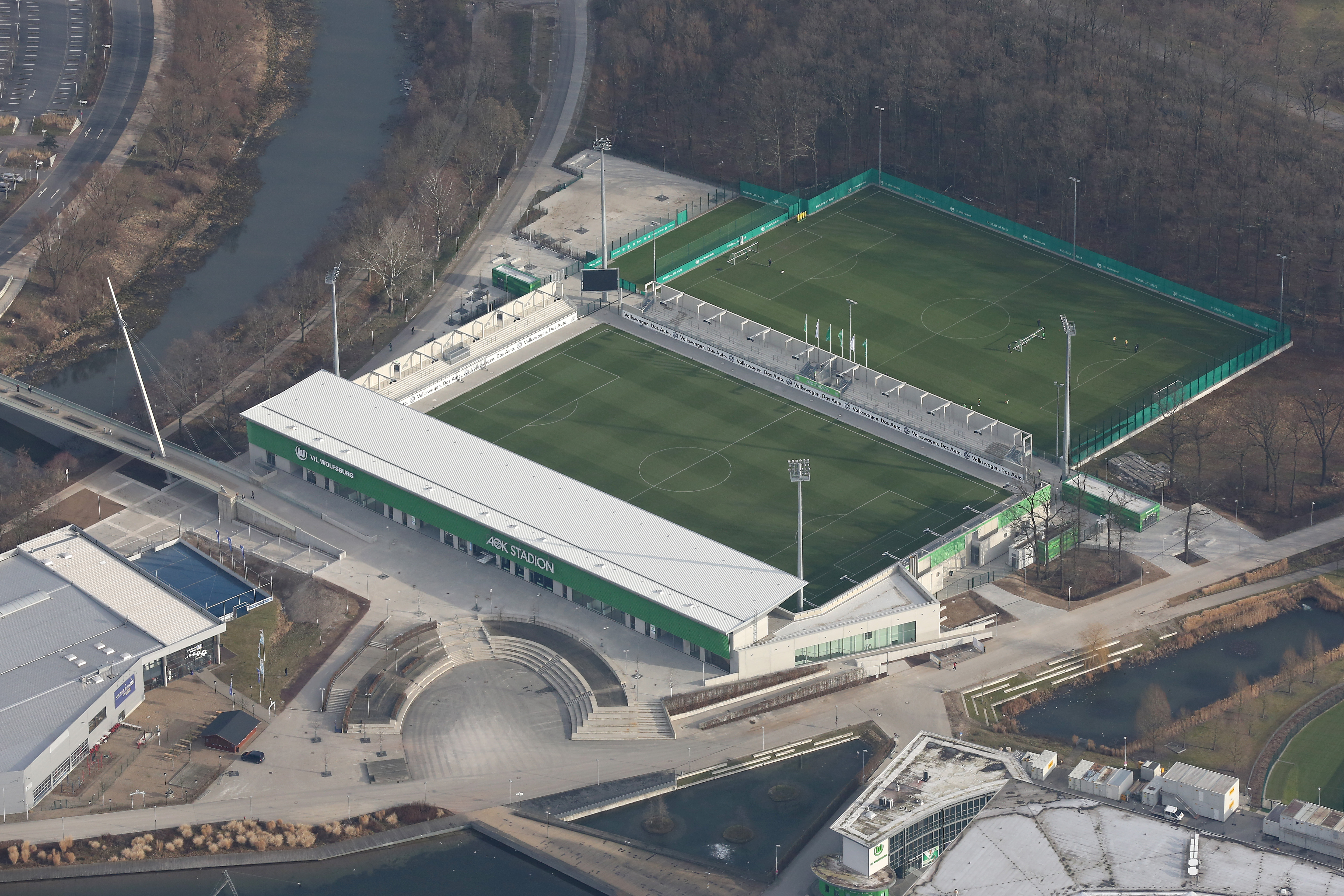
Luftbild nach Abschluss der Bauarbeiten (2015)